# Фристайл на зимових Олімпійських іграх 2018 — скікрос (чоловіки)
Змагання з фристайлу в дисципліні скікрос серед чоловіків у програмі Зимових Олімпійських ігор 2018 пройшли 21 лютого в сніговому парку «Фенікс», Пхьончхан.

## Кваліфікація на Ігри
Перші 32 спортсмени в списку розподілення олімпійських квот кваліфікувались, не більш як по чотири від кожного Національного олімпійського комітету (НОК). Всі вони мали потрапити в 30-ку найсильніших на етапах Кубка світу, або на чемпіонаті світу 2017 року у своїй дисципліні, а також набрати як мінімум 80 очок FIS під час кваліфікаційного періоду (від 1 липня 2016 року до 31 січня 2018-го). Якщо команда-господар, Південна Корея не кваліфікується, то їхній вибраний спортсмен зможе замінити останнього в списку тих, хто кваліфікувався, за умови, що всі кваліфікаційні критерії виконані.

## Медалісти
| Золото                | Срібло                       | Бронза                                     |
| Канада · Брейді Леман | Швейцарія · Марк Бішофбергер | Спортсмени-олімпійці з Росії Сергій Ридзик |

## Розклад
Час місцевий (UTC+9)
| Дата      | Час   | Коло         |
| --------- | ----- | ------------ |
| 21 лютого | 11:30 | Кваліфікація |
| 21 лютого | 13:15 | 1/8 финала   |
| 21 лютого | 13:50 | Чвертьфінал  |
| 21 лютого | 14:14 | Півфінал     |
| 21 лютого | 14:30 | Фінал        |

## Результати

### Кваліфікація
Кваліфікація змагань пройшла 21 лютого. У ній взяв участь 31 спортсмен. У наступне коло вийшли усі спортсмени, які розподілились по заїздах згідно з місцем за підсумками кваліфікації.
| Місце | Номер | Ім'я                  | Країна                       | Час     | Відставання |
| ----- | ----- | --------------------- | ---------------------------- | ------- | ----------- |
| 1     | 9     | Алекс Фіва            | Швейцарія                    | 1:08.74 | −           |
| 2     | 10    | Сергій Ридзик         | Спортсмени-олімпійці з Росії | 1:09.21 | +0.47       |
| 3     | 16    | Кевін Друрі           | Канада                       | 1:09.41 | +0.67       |
| 4     | 2     | Армін Нідерер         | Швейцарія                    | 1:09.46 | +0.72       |
| 5     | 14    | Філіп Флісар          | Словенія                     | 1:09.65 | +0.91       |
| 6     | 8     | Christoph Wahrstötter | Австрія                      | 1:09.79 | +1.05       |
| 7     | 15    | Жан-Фредерік Шапюї    | Франція                      | 1:09.84 | +1.10       |
| 8     | 6     | Брейді Леман          | Канада                       | 1:09.94 | +1.20       |
| 9     | 11    | Марк Бішофбергер      | Швейцарія                    | 1:09.99 | +1.25       |
| 10    | 7     | Пауль Еккерт          | Німеччина                    | 1:10.06 | +1.32       |
| 11    | 28    | Роберт Вінклер        | Австрія                      | 1:10.09 | +1.35       |
| 12    | 29    | Стефан Таней          | Італія                       | 1:10.10 | +1.36       |
| 13    | 19    | Йонас Ленгерр         | Швейцарія                    | 1:10.12 | +1.38       |
| 14    | 1     | Арно Боволанта        | Франція                      | 1:10.12 | +1.38       |
| 15    | 26    | Зігмар Клоц           | Італія                       | 1:10.15 | +1.41       |
| 16    | 20    | Адам Каппахер         | Австрія                      | 1:10.17 | +1.43       |
| 17    | 24    | Ігор Омелін           | Спортсмени-олімпійці з Росії | 1:10.24 | +1.50       |
| 18    | 13    | Франсуа Плас          | Франція                      | 1:10.26 | +1.52       |
| 19    | 3     | Віктор Елінг Норберг  | Швеція                       | 1:10.26 | +1.52       |
| 20    | 17    | Тім Гронек            | Німеччина                    | 1:10.27 | +1.53       |
| 21    | 27    | Флоріан Вільмсманн    | Німеччина                    | 1:10.33 | +1.59       |
| 22    | 23    | Ерік Моберг           | Швеція                       | 1:10.36 | +1.62       |
| 23    | 25    | Єгор Коротков         | Спортсмени-олімпійці з Росії | 1:10.39 | +1.65       |
| 24    | 4     | Теренс Чікнаворян     | Франція                      | 1:10.41 | +1.67       |
| 25    | 21    | Джеймі Преббл         | Нова Зеландія                | 1:10.48 | +1.74       |
| 26    | 22    | Девід Данкан          | Канада                       | 1:10.51 | +1.77       |
| 27    | 30    | Семен Денщиков        | Спортсмени-олімпійці з Росії | 1:10.86 | +2.12       |
| 28    | 12    | Томас Цангерль        | Австрія                      | 1:10.96 | +2.22       |
| 29    | 5     | Віктор Андерссон      | Швеція                       | 1:11.20 | +2.46       |
| 30    | 31    | Антон Грімус          | Австралія                    | 1:40.80 | +32.06      |
| 31    | 18    | Крістофер Дель Боско  | Канада                       | 1:48.25 | +39.51      |

### Плей-оф

#### 1/8 finals
| Місце | Номер | Ім'я          | Країна                       | Нотатки |
| ----- | ----- | ------------- | ---------------------------- | ------- |
| 1     | 1     | Алекс Фіва    | Швейцарія                    | Q       |
| 2     | 16    | Адам Каппахер | Австрія                      | Q       |
| 3     | 17    | Ігор Омелін   | Спортсмени-олімпійці з Росії |         |

| Місце | Номер | Ім'я              | Країна        | Нотатки |
| ----- | ----- | ----------------- | ------------- | ------- |
| 1     | 9     | Марк Бішофбергер  | Швейцарія     | Q       |
| 2     | 8     | Брейді Леман      | Канада        | Q       |
| 3     | 25    | Джеймі Преббл     | Нова Зеландія |         |
|       | 24    | Теренс Чікнаворян | Франція       | DNF     |

| Місце | Номер | Ім'я               | Країна    | Нотатки |
| ----- | ----- | ------------------ | --------- | ------- |
| 1     | 5     | Філіп Флісар       | Словенія  | Q       |
| 2     | 28    | Томас Цангерль     | Австрія   | Q       |
| 3     | 12    | Стефан Таней       | Італія    |         |
| 4     | 21    | Флоріан Вільмсманн | Німеччина |         |

| Місце | Номер | Ім'я             | Країна    | Нотатки |
| ----- | ----- | ---------------- | --------- | ------- |
| 1     | 4     | Армін Нідерер    | Швейцарія | Q       |
| 2     | 13    | Йонас Ленгерр    | Швейцарія | Q       |
| 3     | 20    | Тім Гронек       | Німеччина |         |
| 4     | 29    | Віктор Андерссон | Швеція    |         |

| Місце | Номер | Ім'я                 | Країна    | Нотатки |
| ----- | ----- | -------------------- | --------- | ------- |
| 1     | 3     | Кевін Друрі          | Канада    | Q       |
| 2     | 14    | Арно Боволанта       | Франція   | Q       |
| 3     | 19    | Віктор Елінг Норберг | Швеція    |         |
| 4     | 30    | Антон Грімус         | Австралія |         |

| Місце | Номер | Ім'я               | Країна                       | Нотатки |
| ----- | ----- | ------------------ | ---------------------------- | ------- |
| 1     | 11    | Роберт Вінклер     | Австрія                      | Q       |
| 2     | 27    | Семен Денщиков     | Спортсмени-олімпійці з Росії | Q       |
|       | 6     | Крістоф Варштеттер | Австрія                      | DNF     |
|       | 22    | Ерік Моберг        | Швеція                       | DNF     |

| Місце | Номер | Ім'я               | Країна                       | Нотатки |
| ----- | ----- | ------------------ | ---------------------------- | ------- |
| 1     | 26    | Девід Данкан       | Канада                       | Q       |
| 2     | 7     | Жан-Фредерік Шапюї | Франція                      | Q       |
| 3     | 10    | Пауль Еккерт       | Німеччина                    |         |
| 4     | 23    | Єгор Коротков      | Спортсмени-олімпійці з Росії |         |

| Місце | Номер | Ім'я                 | Країна                       | Нотатки |
| ----- | ----- | -------------------- | ---------------------------- | ------- |
| 1     | 18    | Франсуа Плас         | Франція                      | Q       |
| 2     | 2     | Сергій Ридзик        | Спортсмени-олімпійці з Росії | Q       |
| 3     | 15    | Зігмар Клоц          | Італія                       |         |
|       | 31    | Крістофер Дель Боско | Канада                       | DNF     |

#### Чвертьфінали
| Місце | Номер | Ім'я             | Країна    | Нотатки |
| ----- | ----- | ---------------- | --------- | ------- |
| 1     | 8     | Брейді Леман     | Канада    | Q       |
| 2     | 9     | Марк Бішофбергер | Швейцарія | Q       |
|       | 1     | Алекс Фіва       | Швейцарія | DNF     |
|       | 16    | Адам Каппахер    | Австрія   | DNF     |

| Місце | Номер | Ім'я           | Країна    | Нотатки |
| ----- | ----- | -------------- | --------- | ------- |
| 1     | 4     | Армін Нідерер  | Швейцарія | Q       |
| 2     | 5     | Філіп Флісар   | Словенія  | Q       |
| 3     | 28    | Томас Цангерль | Австрія   |         |
| 4     | 13    | Йонас Ленгерр  | Швейцарія |         |

| Місце | Номер | Ім'я           | Країна                       | Нотатки |
| ----- | ----- | -------------- | ---------------------------- | ------- |
| 1     | 3     | Кевін Друрі    | Канада                       | Q       |
| 2     | 14    | Арно Боволанта | Франція                      | Q       |
| 3     | 27    | Семен Денщиков | Спортсмени-олімпійці з Росії |         |
|       | 11    | Роберт Вінклер | Австрія                      | DNF     |

| Місце | Номер | Ім'я               | Країна                       | Нотатки |
| ----- | ----- | ------------------ | ---------------------------- | ------- |
| 1     | 2     | Сергій Ридзик      | Спортсмени-олімпійці з Росії | Q       |
| 2     | 26    | Девід Данкан       | Канада                       | Q       |
| 3     | 18    | Франсуа Плас       | Франція                      |         |
| 4     | 7     | Жан-Фредерік Шапюї | Франція                      |         |

#### Півфінали
| Місце | Номер | Ім'я             | Країна    | Нотатки |
| ----- | ----- | ---------------- | --------- | ------- |
| 1     | 8     | Брейді Леман     | Канада    | BF      |
| 2     | 9     | Марк Бішофбергер | Швейцарія | BF      |
| 3     | 4     | Армін Нідерер    | Швейцарія | SF      |
| 4     | 5     | Філіп Флісар     | Словенія  | SF      |

| Місце | Номер | Ім'я           | Країна                       | Нотатки |
| ----- | ----- | -------------- | ---------------------------- | ------- |
| 1     | 3     | Кевін Друрі    | Канада                       | BF      |
| 2     | 2     | Сергій Ридзик  | Спортсмени-олімпійці з Росії | BF      |
| 3     | 14    | Арно Боволанта | Франція                      | SF      |
| 4     | 26    | Девід Данкан   | Канада                       | SF      |

#### Фінали
Малий фінал
| Місце | Номер | Ім'я           | Країна    | Нотатки |
| ----- | ----- | -------------- | --------- | ------- |
| 5     | 4     | Армін Нідерер  | Швейцарія |         |
| 6     | 14    | Арно Боволанта | Франція   |         |
| 7     | 5     | Філіп Флісар   | Словенія  |         |
| 8     | 26    | Девід Данкан   | Канада    |         |

Великий фінал
| Місце | Номер | Ім'я             | Країна                       | Нотатки |
| ----- | ----- | ---------------- | ---------------------------- | ------- |
| 1     | 8     | Брейді Леман     | Канада                       |         |
| 2     | 9     | Марк Бішофбергер | Швейцарія                    |         |
| 3     | 2     | Сергій Ридзик    | Спортсмени-олімпійці з Росії |         |
| 4     | 3     | Кевін Друрі      | Канада                       | DNF     |